# Homérosz Egyesület
A Homérosz Egyesület (teljes nevén: Magyar Homoszexuálisok "Homérosz Lambda" Országos Egyesülete) az első magyarországi LMBT-szervezet, amelyet 1987 októberében hoztak létre. A szervezet működését 1988 tavaszán engedélyezte az Egészségügyi Minisztérium. Elsődleges célja az akkoriban tetőző HIV-fertőzés terjedésének megelőzése volt, de szervezett közösségi és kulturális programokat, bulikat, foglalkozott érdekképviselettel, beadványokat készített, valamint működtette az első budapesti hivatalos LMBT-szórakozóhelyet, a zártkörű klubként működő Lokált is. Az egyesület elnöke Romsauer Lajos volt, egészen a szervezet 1998-as megszűnéséig.

## Története
Az első magyarországi LMBT szervezet története a nyolcvanas évek közepére tekint vissza. Az alapítók, Ambrus Péter szociológus ötlete alapján, 1985 végén kezdtek hozzá az egyesület létrehozásához. Hosszas tervezgetés után, 1987. október 27-én nyújtották be az alapítói szándéknyilatkozatot a Szociális és Egészségügyi Minisztériumhoz. A belső engedélyeztetési folyamatot nehezítette, hogy ekkor még nem volt a civil szervezetek működését szabályozó külön törvény. Későbbi sajtóértesülések alapján tudható, hogy a Belügyminisztériummal folytatott egyeztetést követően, a Szociális és Egészségügyi Minisztériumot nevezték meg felügyelőhatóságnak (felmerült a Hazafias Népfront is). A Homérosz Egyesületet 11 magánszemély alapításában 1988. május 8-án jegyezték be hivatalosan. Az egyesület elnöke Romsauer Lajos, főtitkára Ambrus Péter lett.
A Homérosz Egyesület (más névváltozatokban: Homéros Egyesület, vagy HomEros) 1987/88-as megalakulásával hiánypótló szerepet betöltve az első magyarországi, tágabb perspektívában pedig az első kelet-európai LMBT szervezetnek számított. Az egyesület évekig az egyetlen magyarországi LMBT szervezetként működött. Később belőle vált ki a Mások újságot kiadó Lambda Budapest Baráti Társaság. Az egyesület elsősorban Budapesten tevékenykedett. Tervezték több vidéki városban is helyi közösségek létrehozását, melyek közül a miskolci Homérosz-klub működött a leghosszabb ideig, 1992 januárjától, Flecker István vezetésével, aki a Csabai kapui szakorvosi rendelőintézet egyik helyiségében rendezett közösségi programokat. A kilencvenes évek közepétől idővel több LMBT szervezet indult, az LMBT közösségen belüli csoportok vagy bizonyos tevékenységek, interszekciók specializált képviseletére. A Homérosz feladati körének számottevő hányadát az 1995-ben megalakult Háttér Társaság vette át. Mindezek hozzájárultak a Homérosz Egyesület tevékenységének lassú kiüresedéséhez. Végül tíz évnyi fennállást követően, 1998. november 6-án szűnt meg.

## Céljai
Az egyesület 1988. április 19-i dátummal ellátott első alapszabálya szerint céljuk egyrészt az AIDS elleni küzdelem és a HIV-fertőzöttek segítése volt, valamint a lakosság kb. 5%-át kitevő homoszexuálisoknak a lehetőségekhez képest minél teljesebb társadalmi integrációjának elősegítése.

## Tevékenysége
Tevékenysége a következő területekre terjedt ki:
1. HIV/AIDS-megelőzés: ismeretterjesztő kiadványok terjesztése és szűrések szervezése, egészségügyi felvilágosító előadások tartása, a fertőzöttek segítése és érdekeik védelme, az AIDS-fóbia elleni küzdelem, házi gondozói tanfolyam, részvétel az AIDS-világnapi felvonulásokban.
2. érdekvédelem: lobbitevékenység a közösség tagjait érintő fontosabb ügyekben, így például a fegyveres testületekben történő foglalkoztatás kérdésében, az újságokban megjelenő uszító cikkekkel vagy a homofób gyűlölet-bűncsekeményekkel kapcsolatban, alkotmánybírósági beadványok készítése és benyújtása, levél írása Straub F. Brunónak a Magyar Népköztársaság Elnöki Tanács elnökének, az egyesületet ért sorozatos rendőri zaklatásokkal kapcsolatban.
3. tanácsadás: egyéni tanácsadás, önsegítő csoport szervezése.
4. szabadidős tevékenységek szervezése: nyelvtanfolyamok, angol nyelvű társalgókör (Oscar Wilde Klub néven), a Vörös Csillag Moziban tartott filmklubok, valamint bulik szervezése (előbb a Maharttól bérelt hajókon, később a Kertész utca 31. szám alatt 1989. február 18-án megnyitott Lokálban).
5. újságkiadás: a rövid életű, két számot megért Homérosz című lap megjelentetése, 1991 nyarán.[1][4][5]

## Nemzetközi és hazai kapcsolatok
A Homérosz Egyesület hazai színtéren elsősorban a HIV/AIDS-megelőzés területén tevékeny állami és civil szervezetekkel működött együtt. Kapcsolatot tartott továbbá a később létrejött LMBT-szervezetekkel, és közösen is szerveztek programokat (mint például a Pink Pikniket). A Homérosz Egyesület tagja volt az európai LMBT szervezeteket tömörítő nemzetközi ernyőszervezetnek, az ILGA-Europe-nak, s az egyesület tagjai rendszeresen vettek részt a szervezet közgyűlésein, konferenciáin. Még a hivatalos megalakulás előtt, 1987. november 7-8-án, a Homérosz Egyesület szervezésében tartották titokban Budapesten az első kelet-európai LMBT-konferenciát, kelet-német, lengyel, csehszlovák, jugoszláv, osztrák és magyar aktivisták, valamint az ILGA főtitkára részvételével.

## Médiamegjelenések
Az egyesületről, még megalakulása előtt beszámolt a magyar sajtó, sőt külföldi hírügynökségek is. Az MTI ún. Bizalmas tájékoztatójában 1988. január 18-án megírta, hogy "a homoszexuálisok hamarosan egyesületet alakítanak Magyarországon", május 5-én pedig az AP, a Reuter, az EFE és a dpa értesüléseire hivatkozva arról írtak, hogy még azon a héten megalakul az egyesület. Az első magyarországi sajtómegjelenés, 1988 januárjában ismertette a tervezett egyesület céljait és az engedélyezés körüli kérdéseket. A Homérosz Egyesület képviseletében, először 1988 februárjában, még inkognitóban, "Dr. X. ideggyógyász orvos"-ként nyilatkozott a sajtónak, a Délmagyarországnak Romsauer Lajos. Aztán a várható megalakulásról cikkezett a sajtó. Az egyesület elnöke még 1988-ban televíziós interjút is adott, az egyesület megalakulásával és a HIV terjedésével kapcsolatban. A későbbiekben az egyesület elnöke, sőt Láner László titkár is rendszeresen nyilatkozott a sajtónak.

## Külső hivatkozások
- Huszonöt év szivárvány. A magyarországi LMBT+ mozgalom története röviden Archiválva 2016. október 18-i dátummal a Wayback Machine-ben
- Az egyetemtől az Actionig. Meleg szórakozóhelyek a rendszerváltás utáni első évtizedben
- Dr. Romsauer Lajos bejelenti a Homérosz megalakulását (1988)
- Homérosz 30: 30 éve alakult meg az első magyar meleg egyesület (1.rész)
- Homérosz 30: 30 éve alakult meg az első magyar meleg egyesület (2.rész)
- Meleg férfiak, hideg diktatúrák. Életútinterjúk (szerk.: Hanzli Péter et al). Civil Művek Közművelődési Egyesület, Budapest, 2015, 31-36., 345. oldal, ISBN 978 963 12 2689 8
- Hanzli Péter: "A rendszerváltás előtt titokként kellett megélni". Életútinterjúk meleg férfiakkal a hatvanas-nyolcvanas évekről. In=Korall, 66. szám. 157-159. oldal